# Renato Salvatori

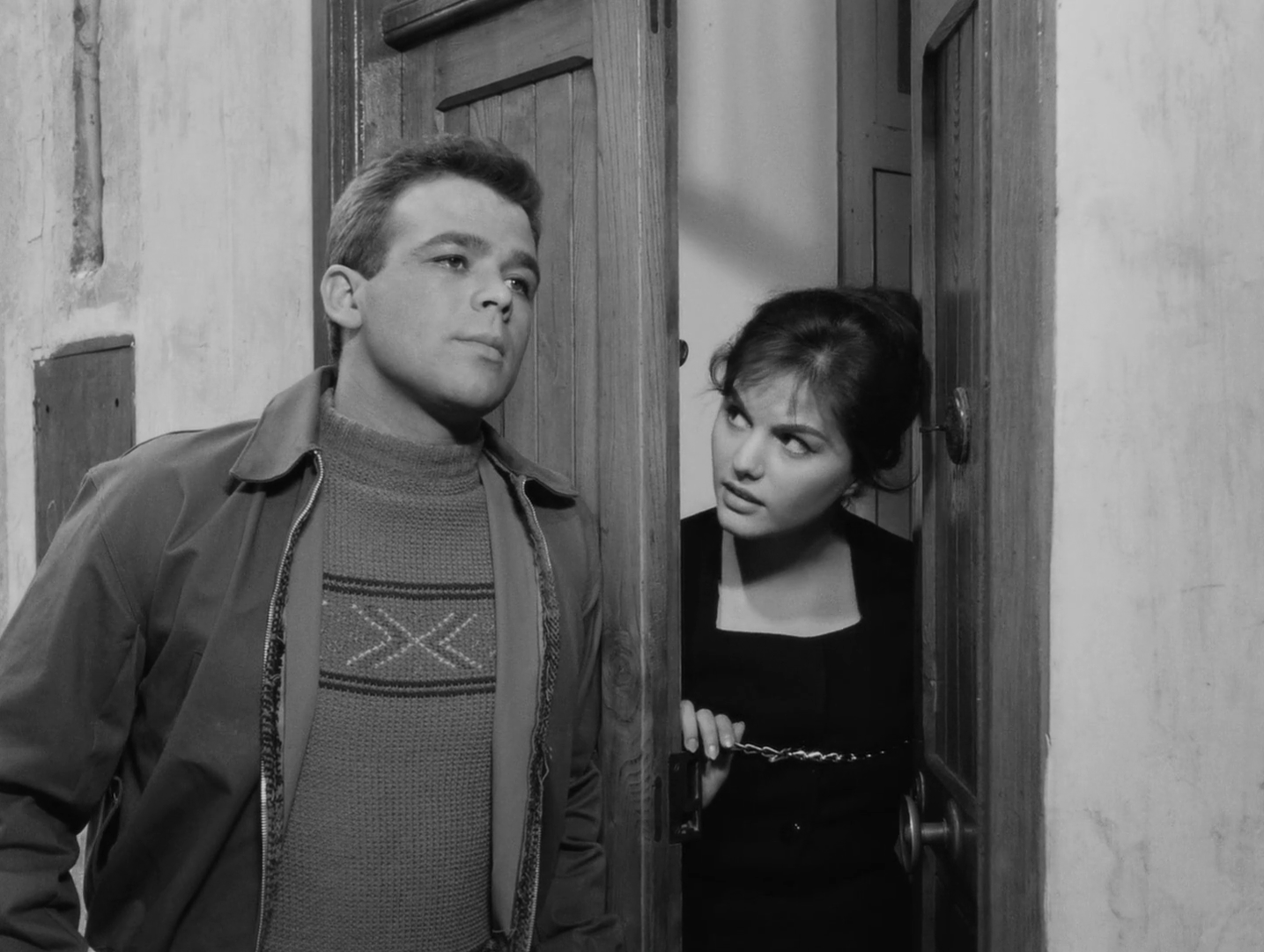
Renato Salvatori și Claudia Cardinale în filmul Veșnicii necunoscuți (1958)

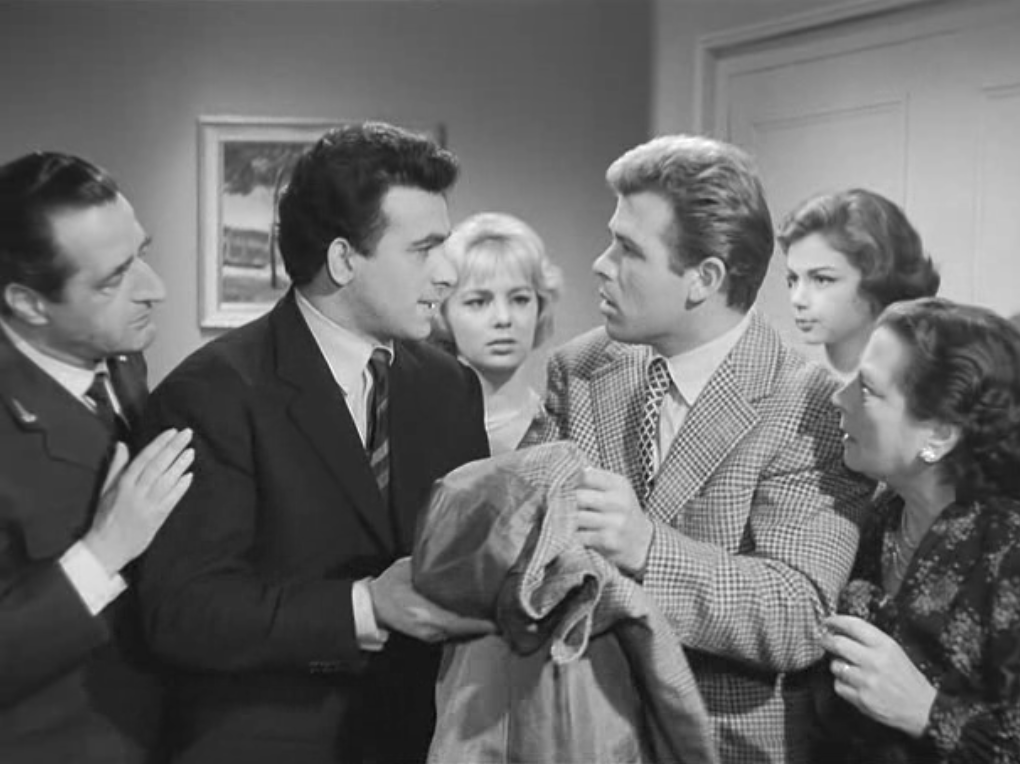
Renato Salvatori în Poveri milionari (1959)

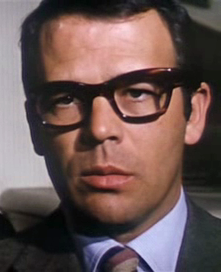
Renato Salvatori în 1967

Renato Salvatori (n. 20 martie 1934 – d. 27 martie 1988) a fost un actor italian de teatru și film.

## Biografie
Renato Salvatori a debutat ca actor de film încă din timpul când studia nautica. A întruchipat tipuri puternice, ferme și  captivante de bărbați, jucând mai multe roluri de gangster. În plus, față de numeroase filme destul de comune, și-a făcut apariția în filme de angajament social și de succes internațional, precum Z și Stare de asediu regizate de Constantin Costa-Gavras sau Ciociara în regia lui Vittorio De Sica.
În timpul filmărilor la Rocco și frații săi, a cunoscut-o pe actrița franceză Annie Girardot, care a devenit soția sa; împreună cu ea a avut o fiică, Giulia Salvatori, care s-a născut la Roma pe 5 iulie 1962.

## Filmografie
- 1952 Fetele din piața Spaniei (Le Ragazze di piazza di Spagna), regia Luciano Emmer
- 1956 Patru pași în nori (Sous le ciel de Provence), regia Mario Soldati
- 1957 Bunica Sabella (La nonna Sabella), regia Dino Risi
- 1958 Veșnicii necunoscuți (I soliti ignoti), regia Mario Monicelli [8]
- 1959 Audace colpo dei soliti ignoti, regia Nanni Loy – continuarea la Veșnicii necunoscuți (I soliti ignoti, 1958)
- 1959 Profesiune: șomer (I magliari), regia Francesco Rosi
- 1959 Poveri milionari, regia Dino Risi
- 1959 Vântul sudului (Vento del Sud), regia Enzo Provenzale
- 1960 Ciociara (La ciociara), regia Vittorio De Sica
- 1960 Era noapte la Roma (Era notte a Roma), regia Roberto Rossellini
- 1960 Rocco și frații săi (Rocco e i suoi fratelli) regia Luchino Visconti
- 1961 O zi ca leii (Un Giorno da leoni), regia: Nanni Loy
- 1962 Dezordinea (Il disordine), regia Franco Brusati
- 1963 Omicron, regia Ugo Gregoretti
- 1963 Tovarășii (I compagni), regia Mario Monicelli
- 1967 Haremul (L'harem), regia Marco Ferreri
- 1969 Queimada, regia Gillo Pontecorvo
- 1969 Z (Z), regia Costa-Gavras
- 1971 Spargerea (Le Casse), regia Henri Verneuil
- 1972 Stare de asediu (État de siège), regia Costa-Gavras
- 1973 Ferma suspiciunilor (Les Granges Brûlées), regia Jean Chapot
- 1973 Scurtă vacanță (Una breve vacanza), regia Vittorio De Sica
- 1975 Povestea unui polițist (Flic Story), regia Jacques Deray
- 1975 Suspectul (Il sospetto), regia Francesco Maselli
- 1976 Cadavre de lux (Cadaveri eccellenti), regia Francesco Rosi